# Pantacordis pales
Pantacordis pales is een vlinder uit de familie dominomotten (Autostichidae). De wetenschappelijke naam is voor het eerst geldig gepubliceerd in 1954 door Gozmany.
Deze vlinder komt voor in Europa.